# 錦鶏間祗候
錦鶏間祗候（きんけいのましこう、旧字体：錦鷄閒󠄁祗候）は、功労や勲功のあった勅任官の退職者を優遇するため、明治時代の半ばに設けられた資格。職制・俸給等はない名誉職。宮中席次等では勅任官に準じた待遇を受けた。麝香間祗候の次に位置する。

## 概要
錦鶏間祗候は、1890年（明治23年）10月20日に廃止する元老院の議官の退職者を処遇するため、同年5月30日に設置された。
このときに、元老院議官の退職者はその功労と勲位とにより麝香間祗候または錦鶏間祗候が命ぜられることになり、また、将来国家に功労あるものはその事績と地位とを参酌しそのどちらかの間の祗候を命ぜられたときは功臣を優遇する方法において適当と認めて、同年9月19日に錦鶏間祗候を命ぜられるべき者を次の様に定めた。（1）勅任官に満5年以上在任する者（再任の場合は前任のときの任期を通算する）、（2）前項の年数に満たなくとも勲三等以上に叙せられた者または復古及び軍功賞典を受ける者とされた。また、同年11月4日にその待遇は勅任官に準じるものとされた。
明治維新以前に在っては、前官礼遇のために前関白はなお八景繪間（この間は関白の官房になる）に参入し、前大臣は麝香間に参入し、議奏・伝奏などの関白に亜ぎ朝廷の政務に預かっていた役目の退職者は錦鶏間に参入させていた例を取り、1890年（明治23年）当時には麝香間の名称が置かれ功労ある人々にその祗候を命ぜられていたので、麝香間の次に錦鶏間が置かれてその祗候を命ぜられたものは、なお勅任の待遇を受けられることを定めることになった。
宮中席次では第3階に属する第26の順位で、第24の高等官二等（勅任官）、第25の功二級の下、第27の勅任待遇、第28の伯爵の上に位置付けられた。
当初の任命手続きでは、内閣総理大臣の申牒に基づき宮内大臣が奏薦していたが、1917年（大正6年）にはその名称が宮中に属するとしてもその実質は栄典なので国務に属するとして、内閣総理大臣が奏薦することに改めた。
なお、錦鶏間とは本来は京都御所内の御学問所の西側にある部屋になる。藤波言忠 (1924) によると錦鶏之間は「議奏、伝奏、近習小番御免の輩の候所なり」とある。
1890年（明治23年）に置いた錦鶏間祗候は、明治維新以前の錦鶏間とは直接的な関係はないが、その例を取り錦鶏間の名称を再興させたものになる。

## 祗候を命ぜられた主な者

### あ行
- 青山貞 - 男爵・秋田県知事・元老院議官・貴族院議員
- 赤司鷹一郎 - 文部次官
- 赤星典太 - 熊本県知事・山口県知事・長野県知事・長崎県知事
- 秋月種樹 - 元老院議官・貴族院議員
- 浅田徳則 - 神奈川県知事・長野県知事・新潟県知事・広島県知事・貴族院議員
- 阿部浩 - 東京府知事・新潟県知事・富山県知事・千葉県知事・群馬県知事・貴族院議員・衆議院議員
- 荒川義太郎 - 鳥取県知事・三重県知事・香川県知事・長崎県知事・横浜市長・貴族院議員
- 有田義資 - 徳島県知事・福島県知事・群馬県知事・三重県知事・津市長
- 粟屋謙 - 文部次官
- 安藤則命 - 貴族院議員
- 安楽兼道 - 山口県知事・福島県知事・岐阜県知事・警視総監・貴族院議員
- 石井邦猷 - 佐賀県知事・三重県知事・元老院議官
- 石井省一郎 - 岩手県知事・茨城県知事・貴族院議員
- 石井忠亮 - 元老院議官・和歌山県知事
- 石黒五十二 - 内務官僚・貴族院議員
- 石渡敏一 - 内閣書記官長・貴族院議員・枢密顧問官
- 伊集院兼寛 - 子爵・元老院議官・貴族院議員
- 磯部正春 - 農商務官僚
- 伊丹重賢 - 男爵・元老院議官・勲一等瑞宝章
- 伊東祐麿 - 子爵・海軍中将・元老院議官・貴族院議員
- 稲田三之助 - 逓信官僚・早稲田大学教授
- 犬塚勝太郎 - 逓信次官・農商務次官・衆議院議員・貴族院議員
- 今村武志 - 樺太庁長官・仙台市長
- 岩男三郎 - 秋田県知事・福井県知事・宮崎県知事・徳島県知事
- 岩村定高 - 元老院議官・貴族院議員
- 岩村高俊 - 男爵・石川県知事・愛知県知事・福岡県知事・広島県知事・貴族院議員
- 岩村通俊 - 男爵・勲一等旭日大綬章・北海道庁長官・貴族院議員・宮中顧問官
- 巌谷修 - 貴族院議員
- 馬屋原彰 - 行政裁判所評定官・貴族院議員
- 上杉茂憲 - 伯爵・沖縄県令
- 上山満之進 - 農商務次官・台湾総督・貴族院議員・枢密顧問官
- 江木千之 - 文部大臣
- 大井才太郎 - 逓信官僚
- 大久保利武 - 侯爵・貴族院議員・鳥取県知事・大分県知事・埼玉県知事・大阪府知事
- 大熊喜邦 - 大蔵省工務部長
- 大迫貞清 - 子爵・警視総監・沖縄県知事・鹿児島県知事・貴族院議員
- 大野直輔 - 会計検査院部長
- 大野守衛 - 駐オーストリア公使・藤沢市長
- 大谷靖 - 内務官僚・貴族院議員
- 大山綱昌 - 佐賀県知事・山梨県知事・長野県知事・岡山県知事・貴族院議員
- 岡内重俊 - 男爵・貴族院議員
- 岡田良平 - 枢密顧問官・文部大臣・京都帝国大学総長・貴族院議員
- 岡本英太郎 - 農商務次官
- 岡本桂次郎 - 朝鮮総督府官僚
- 沖守固 - 男爵・勲一等瑞宝章
- 尾崎三良 - 男爵・法制局長官・貴族院議員
- 小沢武雄 - 男爵・陸軍中将・貴族院議員
- 尾田信忠 - 陸軍士官学校教頭
- 尾立維孝 - 台湾覆審法院検察官長
- 小野田元熈 - 香川県知事・宮城県知事・静岡県知事・山梨県知事・茨城県知事・貴族院議員
- 小畑美稲 - 男爵・勲一等瑞宝章
- 小原新三 - 和歌山県知事・新潟県知事
- 小山温 - 司法次官・衆議院議員
- 折田彦市 - 第三高等学校長・貴族院議員
- 折田平内 - 滋賀県知事・広島県知事・栃木県知事・警視総監・福島県知事・貴族院議員

### か行
- 何礼之 - 元老院議官・貴族院議員
- 海江田信義 - 奈良県知事・枢密顧問官・元老院議官・貴族院議員
- 片岡利和 - 男爵・貴族院議員
- 加藤恒忠 - 駐ベルギー公使・衆議院議員・貴族院議員・松山市長
- 川久保修吉 - 資源局長官
- 川崎祐名 - 男爵・貴族院議員
- 河鰭実文 - 子爵・元老院議官・貴族院議員
- 楫取素彦 - 男爵・勲一等瑞宝章・元老院議官・熊谷県権令・群馬県令
- 金井之恭 - 貴族院議員
- 嘉納徳三郎 - 大蔵官僚
- 神山閏次 - 群馬県知事
- 川路利恭 - 岐阜県知事・奈良県知事・熊本県知事・福岡県知事
- 河田景与 - 子爵・元老院議官・貴族院議員
- 河村譲三郎 - 司法次官・貴族院議員
- 神山郡廉 - 男爵・貴族院議員
- 神田孝平 - 男爵・元老院議官・貴族院議員
- 木内重四郎 - 京都府知事・貴族院議員
- 北垣国道 - 男爵・枢密顧問官・京都府知事・北海道庁長官・貴族院議員
- 木梨精一郎 - 男爵・長野県知事・貴族院議員
- 木下広次 - 京都帝国大学総長・貴族院議員
- 清岡公張 - 子爵・枢密顧問官・元老院議官・貴族院議員
- 草間時福 - 逓信官僚
- 国司順正 - 元老院議官・貴族院議員
- 久保田貫一 - 埼玉県知事・和歌山県知事・鳥取県知事
- 楠本正隆 - 男爵・衆議院議長・東京府知事
- 倉知鉄吉 - 外務次官・貴族院議員
- 倉富勇三郎 - 男爵・枢密院議長・貴族院議員
- 黒田清綱 - 元老院議官・貴族院議員
- 郷純造 - 大蔵次官・貴族院議員
- 小崎利準 - 岐阜県知事
- 児島惟謙 - 大審院長・衆議院議員・貴族院議員
- 五条為栄 - 子爵・元老院議官・貴族院議員
- 籠手田安定 - 男爵・島根県知事・新潟県知事・滋賀県知事・貴族院議員
- 木場貞長 - 正三位・勲一等・法学博士・文部次官、貴族院議員
- 小牧昌業 - 内閣書記官長・奈良県知事・愛媛県知事
- 小松謙次郎 - 鉄道大臣
- 小松原英太郎 - 内務省警保局長、貴族院議員、司法次官、内務次官
- 小宮三保松 - 李王職次官
- 国分三亥 - 朝鮮総督府官僚

### さ行
- 桜井勉 - 徳島県知事・山梨県知事
- 桜井能監 - 内大臣秘書官
- 佐藤秀顕 - 逓信官僚
- 佐和正 - 青森県知事
- 志賀潔 - 京城帝国大学総長
- 重野安繹 - 貴族院議員
- 宍戸璣 - 子爵・元老院議官・貴族院議員
- 四条隆平 - 男爵・貴族院議員
- 斯波淳六郎 - 内務官僚
- 柴田駒三郎 - 文部官僚
- 柴原和 - 山形県知事・香川県知事・貴族院議員
- 進十六 - 行政裁判所評定官
- 菅原通敬 - 大蔵次官・枢密顧問官
- 杉精三 - 印刷局長
- 鈴木信太郎 - 奈良県知事・岐阜県知事・山梨県知事・長野県知事・長崎県知事・京都府知事
- 鈴木大亮 - 男爵・逓信次官・石川県知事・秋田県知事・貴族院議員
- 周布公平 - 男爵・枢密顧問官・神奈川県知事・行政裁判所長官・兵庫県知事・内閣書記官長・貴族院議員
- 関義臣 - 徳島県知事・山形県知事・貴族院議員
- 関屋龍吉 - 文部官僚
- 千田貞暁 - 男爵・勲一等瑞宝章

### た行
- 醍醐忠敬 - 元老院議官
- 田所美治 - 文部次官・貴族院議員
- 田中芳男 - 男爵・元老院議官・貴族院議員
- 田辺太一 - 元老院議官
- 田辺輝実 - 高知県令・宮崎県知事・佐賀県知事・三重県知事・宮城県知事・貴族院議員
- 田辺良顕 - 高知県知事・元老院議官
- 高岡直吉 - 宮崎県知事・島根県知事・鹿児島県知事・札幌市長・門司市長
- 高木秀臣 - 東京控訴院検事長
- 高崎五六 - 男爵・元老院議官・東京府知事・北白川宮別当
- 高崎親章 - 大阪府知事・京都府知事・宮城県知事・岡山県知事・長野県知事・茨城県知事・貴族院議員
- 高橋新吉 - 日本勧業銀行総裁・貴族院議員
- 武井守正 - 男爵・鳥取県知事・石川県知事・枢密顧問官
- 谷森真男 - 香川県知事・貴族院議員
- 丹下謙吉 - 馬政局馬政官
- 千坂高雅 - 岡山県知事・貴族院議員
- 千頭清臣 - 栃木県知事・宮城県知事・新潟県知事・鹿児島県知事・貴族院議員
- 調所広丈 - 男爵・高知県知事・鳥取県知事・貴族院議員
- 辻新次 - 男爵・文部次官・貴族院議員
- 津田出 - 元老院議官・貴族院議員
- 津田真道 - 男爵・法学博士・元老院議官・衆議院副議長
- 寺島秋介 - 男爵・貴族院議員
- 寺原長輝 - 奈良県知事・茨城県知事・福岡県知事・貴族院議員
- 田健治郎 - 男爵・枢密顧問官・台湾総督・農商務大臣・司法大臣・逓信大臣・貴族院議員・衆議院議員
- 道家斉 - 農商務官僚・貴族院議員
- 時任為基 - 宮城県知事・大阪府知事・愛知県知事・静岡県知事・高知県知事・宮崎県知事・元老院議官・貴族院議員
- 得能通昌 - 印刷局長・貴族院議員
- 徳久恒範 - 富山県知事・香川県知事・熊本県知事・広島県知事・貴族院議員

### な行
- 中井弘 - 滋賀県知事・京都府知事・元老院議官・貴族院議員
- 長岡護美 - 子爵・オランダ公使・ベルギー公使・元老院議官・貴族院議員
- 中川吉造 - 内務技監
- 中川元 - 第四高等学校長・第五高等学校長・第二高等学校長・仙台高等工業学校長
- 中村清彦 - 農商務官僚
- 中川謙二郎 - 東京女子高等師範学校校長・仙台高等工業学校校長
- 中川望 - 山口県知事・鹿児島県知事・大阪府知事・貴族院議員・枢密顧問官
- 中島永元 - 文部官僚・貴族院議員
- 中島錫胤 - 男爵・山梨県知事・元老院議官・貴族院議員
- 中村博愛 - 駐オランダ公使・貴族院議員
- 中村元雄 - 群馬県知事・貴族院議員
- 長松幹 - 男爵・元老院議官・貴族院議員
- 永山盛輝 - 男爵・元老院議官
- 鍋島直彬 - 子爵・元老院議官・貴族院議員
- 奈良原繁 - 男爵・日本鉄道会社社長・元老院議官・沖縄県知事・宮中顧問官
- 成川尚義 - 三重県知事・貴族院議員
- 仁尾惟茂 - 専売局長官・貴族院議員
- 西周 - 男爵・獨逸学協会学校初代校長・元老院議官
- 西野元 - 大蔵次官・貴族院議員・枢密顧問官
- 西村亮吉 - 大分県知事・鳥取県知事・貴族院議員
- 野村素介 - 正二位勲一等男爵・貴族院議員
- 野村龍太郎 - 鉄道院副総裁・南満州鉄道株式会社総裁

### は行
- 橋口兼三 - 元老院議官・貴族院議員
- 長谷川赳夫 - 内閣統計局長・貴族院議員
- 長谷川為治 - 造幣局長
- 長谷部辰連 - 山形県知事・貴族院議員
- 服部一三 - 岩手県知事・広島県知事・長崎県知事・兵庫県知事・貴族院議員
- 畑良太郎 - 駐ブラジル公使・駐スウェーデン公使
- 花房直三郎 - 内閣統計局長
- 浜弘一 - 会計検査院部長
- 林友幸 - 伯爵・枢密顧問官・元老院議官・貴族院議員
- 原保太郎 - 山口県知事・福島県知事・北海道庁長官・貴族院議員
- 原田一道 - 陸軍少将・勲一等瑞宝章
- 原田貞介 - 内務技監
- 檜垣直右 - 富山県知事・岡山県知事
- 平岡通義 - 元老院議官
- 平田東助 - 伯爵・内大臣・内務大臣・農商務大臣・貴族院議員
- 平塚定二郎 - 会計検査官
- 平松時厚 - 子爵。貴族院議員。
- 平山靖彦 - 秋田県知事・大分県知事・佐賀県知事、衆議院議員・貴族院議員
- 深野一三 - 香川県知事・鳥取県知事・福岡県知事・愛知県知事・貴族院議員
- 福羽美静 - 子爵・貴族院議員
- 福原実 - 男爵・陸軍少将・勲一等瑞宝章
- 藤田四郎 - 農商務次官・貴族院議員
- 古川阪次郎 - 鉄道院副総裁
- 古沢滋 - 奈良県知事・石川県知事・山口県知事・貴族院議員
- 細川潤次郎 - 男爵、枢密顧問官・司法次官・貴族院副議長
- 穂波経度 - 元老院議官
- 堀江芳介 - 陸軍少将・元老院議官・衆議院議員
- 本田親雄 - 枢密顧問官・元老院議官・貴族院議員

### ま行
- 前田献吉 - 元老院議官・貴族院議員
- 増田礼作 - 鉄道技監
- 町田重備 - 逓信官僚
- 松井茂 - 静岡県知事・愛知県知事・貴族院議員
- 松平正直 - 男爵・宮城県知事・熊本県知事・内務次官・枢密顧問官
- 松永武吉 - 島根県知事
- 松本重威 - 大蔵省主税局長
- 馬淵鋭太郎 - 山口県知事・三重県知事・広島県知事・京都府知事・京都市長
- 三浦安 - 東京府知事・元老院議官・貴族院議員
- 水野忠幹 - 男爵
- 水野錬太郎 - 文部大臣・内務大臣・貴族院議員
- 宮尾舜治 - 愛知県知事・北海道庁長官・東洋拓殖株式会社総裁・貴族院議員
- 宮本小一 - 元老院議官・貴族院議員
- 三宅秀 - 医学博士・東京帝国大学教授・貴族院議員
- 三好退蔵 - 大審院長・貴族院議員
- 向井巌 - 平壌控訴院検事長
- 村上義雄 - 徳島県知事・石川県知事
- 村田保 - 元老院議官・貴族院議員
- 室田義文 - 駐メキシコ公使・貴族院議員
- 持地六三郎 - 台湾総督府官僚・朝鮮総督府官僚
- 森山茂 - 富山県知事・貴族院議員

### や行
- 安広伴一郎 - 南満州鉄道総裁・枢密顧問官・内閣書記官長・貴族院議員
- 柳楢悦 - 元老院議官・貴族院議員
- 柳谷謙太郎 - 農商務官僚
- 山之内一次 - 内閣書記官長・鉄道大臣・貴族院議員
- 山口尚芳 - 会計検査院長・元老院議官・貴族院議員
- 山崎四男六 - 帝室林野局長官
- 山崎直胤 - 山梨県知事・三重県知事
- 山田春三 - 貴族院議員・広島県知事・静岡県知事・埼玉県知事・福島県知事
- 由布武三郎 - 東京高等商業学校長
- 横田香苗 - 賞勲局官僚
- 吉村長策 - 海軍建築本部長

### ら行
- 李家隆介 - 富山県知事・石川県知事・静岡県知事・長崎県知事・下関市長

### わ行
- 若槻禮次郎 - 内閣総理大臣・内務大臣・大蔵大臣・貴族院議員
- 若林賚蔵 - 島根県知事・奈良県知事・山梨県知事・佐賀県知事・香川県知事・愛媛県知事・広島県知事・京都府知事・貴族院議員
- 渡正元 - 正三位・勲二等、元老院議官・貴族院議員
- 渡辺清 - 男爵・福島県知事・貴族院議員
- 渡辺勝三郎 - 徳島県知事・新潟県知事・長崎県知事・横浜市長・東洋拓殖株式会社総裁
- 渡辺洪基 - 東京府知事・帝国大学総長・駐オーストリア公使・衆議院議員・貴族院議員
- 渡辺驥 - 大審院検事長・元老院議官・貴族院議員
- 渡辺融 - 高知県知事・山口県知事
- 渡辺譲 - 海軍工務監
- 渡辺廉吉 - 行政裁判所部長・貴族院議員